# Seiji Shindo
Seiji Shindo (født 12. december 1992) er en japansk fodboldspiller, som spiller for den japanske fodboldklub Kataller Toyama.